# Прогресуюча судинна лейкоенцефалопатія
Прогресуюча судинна лейкоенцефалопатія (підкіркова атеросклеротична енцефалопатія, хвороба Бінсвангера) — енцефалопатія судинного ґенезу, що характеризується ураженням білої речовини головного мозку. Атрофія білої речовини може бути викликана різними чинниками, наприклад, хронічною артеріальною гіпертензією або просто старечим віком. Це захворювання характеризується послабленням пам'яті, інтелектуальних здібностей (когнітивний дефіцит), а також можливими різкими змінами настрою. Зазвичай хвороба Бінсвангера спостерігається у хворих віком від 54 до 66 років. Першими симптомами, як правило, є психічне погіршення або інсульт.
Захворювання вперше було описано швейцарським психіатром і неврологом Отто Бінсвангером в 1894 році, а Алоїс Альцгеймер в 1902 році запропонував назву цього різновиду енцефалопатії: «хвороба Бінсвангера». Більш докладний опис цього захворювання дав канадський невролог Єжи Ольшевський в 1962 році.

## Етіологія
Головним етіологічним фактором розвитку хвороби Бінсвангера є артеріальна гіпертензія (приблизно в 95-98 % усіх випадків). Також причинами захворювання можуть бути амілоїдна ангіопатія і CADASIL.

## Клінічна картина

### Клінічні прояви
Клінічна картина хвороби Бінсвангера включає деменцію в поєднанні з різноманітною неврологічною симптоматикою (підкірковим, мозочковим, псевдобульбарним і пірамідним синдромами, порушенням функцій тазових органів тощо). Типовими клінічними проявами хронічної недостатності мозкового кровообігу на тлі артеріальної гіпертензії є скарги на запаморочення, шум у голові, головний біль, зниження пам'яті, пацієнтам важко переключатися з одного виду діяльності на інший, вони стають дратівливі, сльозливі, настрій часто пригнічений. 

Симптоми хвороби Бінсвангера у розгорнутій стадії:
- порушення ходьби;
- деменція;
- псевдобульбарний синдром;
- брадикінезія;
- імперативні позиви до сечопуску, нетримання сечі.

### Нейровізуалізаційна діагностика
Хвороба Бінсвангера характеризується двостороннім ураженням білої речовини мозку. В основі захворювання й насамперед синдрому деменції лежить дифузне ураження білої речовини великих півкуль мозку (лейкоареоз), яке можливо виявити за допомогою МРТ або КТ. Ураження білої речовини мозку виглядає як двостороннє плямисте або дифузне зниження її щільності на комп'ютерних томограмах або ослаблення гіперінтенсивного сигналу на магнітно-резонансних томограмах у Т2-режимі.

Основні симптоми ураження при променевій діагностиці:
- розширення шлуночків головного мозку;
- розширення борозен півкуль мозку;
- лейкоареоз.

## Лікування
Корекція способу життя є першою і необхідною умовою ефективної профілактики і лікування судинної лейкоенцефалопатії. В першу чегру це повна відмова від куріння, достатня регулярна фізична активність, раціональне харчування, сприятливий психоемоційний мікроклімат навколо пацієнта.
Головною метою при медикаментозному лікуванні є підтримання артеріального тиску в межах норми. Для цього можуть застосовуватися різноманітні гіпотензивні засоби, але при цебреброваскулярній патології перевагу слід надавати дигідропіридиновим блокаторам кальцієвих каналів (станом на 2017 рік найбільш вагомі докази ефективності амлодипіну) і блокаторам рецепторів аніготензину-ІІ, які мають переваги у профілактиці інсульту перед іншими класами антигіпертензивних препаратів.
Гіперліпідемія та атерогенні дисліпідемії є показаннями до призначення ліпідзнижуючої терапії. Найбільш ефективними препаратами для зниження концентрації атерогенних ліпопротеїнів у крові є інгібітори ГМГ-КоА-редуктази (статини).
Для профілактики порушень мозкового кровообігу можуть бути призначені антиагреганти, а при фібриляції або тріпотінні передсердь — непрямі антикоагулянти. Для покращення когнітивних функцій застосовують інгібитори МАО і антихолінестеразні препарати. При депресії показані антидепресанти (перевагу слід надавати інгібіторам зворотного захоплення серотоніну).
(рос.)

### Фітотерапія та інші заходи
Станом на 2017 рік нема достовірних якісних досліджень, що доводили б ефективність фітопрепаратів (зокрема гінкго білоба).